# Elaine Edwards
Pour les articles homonymes, voir Edwards.
Elaine Lucille Edwards, née Schwartzenburg le 8 mars 1929 à Marksville (Louisiane) et morte le 14 mai 2018 à Denham Springs (Louisiane), est une femme politique américaine.
Membre du Parti démocrate, elle est sénatrice de Louisiane en 1972, nommée de façon intérimaire à ce poste par son mari, le gouverneur Edwin Edwards, après la mort du sénateur Allen Ellender.

## Biographie
Elaine Lucille est née à Marksville, siège de la paroisse des Avoyelles. Elle est la fille d'Errol Leo Schwartzenburg et Myrl Dupuy. De religion catholique, elle épouse le futur gouverneur de Louisiane, Edwin Edwards, en 1949.
En août 1972, à la suite du décès du sénateur de la Louisiane Allen Ellender, elle est désignée par son mari, à l'époque gouverneur de Louisiane, pour servir comme sénatrice jusqu'à l'élection prochaine.